# Matthew Lawrence
Matthew William Lawrence (Abington, Pensilvania, 11 de febrero de 1980) es un actor estadounidense, conocido por su papel de Jack Hunter en la serie Boy Meets World (Yo y el mundo en España, Aprendiendo a vivir en Latinoamérica) desde 1997 a 2000 y por su papel en la película Mrs. Doubtfire (Señora Doubtfire, papá de por vida en España y Papá por siempre en Latinoamérica) como Chris Hillard.

## Biografía

### Primeros años
Es hijo de Donna, una administrativa personal, y Joseph Lawrence, un corredor de seguros.  Se cambió el apellido familiar a Lawrence de Mignogna antes de que él naciera. Tiene dos hermanos, Joey y Andrew, que también son actores. Lawrence asistió a clases en la Escuela Amigos Abington.

### Carrera
Lawrence empezó a actuar a principios de los 90s, y se convirtió en un famoso actor infantil a comienzos de la década de 1990, donde apareció en muchos papeles de televisión y largometrajes, incluida la comedia de 1993 de Robin Williams Señora Doubtfire, y a mediados de los 90, en series de televisión como Superhuman Samurái Syber-Squad. Además, actuó en "Más que hermanos", que protagonizó con sus hermanos reales, y en "Yo y el mundo", donde desempeñó el personaje de Jack. Lawrence protagonizó frente a Rob Schneider la película "Este cuerpo no es mío". 
El debut de Lawrence en el ámbito de la canción fue en 1986, cuando Joey y él hicieron el 1986 Macy's Thanksgiving Day Parade. Otras rarezas musicales de Matthew se dieron en dos episodios de "Dame un descanso" (Nell's Secret admirador; Johnny B. Goode & the window; Part 1; Rock & Roll Music). También en dos episodios de "Cosas de hermanos" ("Vacaciones en Roma"; "Silent Night", "Art Attack"; "Pigeon On Your Car") y su último momento musical en "Yo y el mundo" ("El paso del tiempo"; "Esta dama"). Salvo en el caso de "Silent Night" y "Esta Dama", Matt toco también la guitarra en los tres restantes.

### Vida personal
Además de su carrera, Lawrence trabaja en su educación. En febrero de 2002 se matriculó en la Universidad del Sur de California. Fue pareja de Cheryl Burke de Dancing with the Stars, a quien conoció a través de su hermano Joey Lawrence. La pareja se comprometió recientemente.

### Caso de acoso sexual
En mayo de 2023 salió a la luz pública, el caso de acoso que Lawrence sufrió por parte de un director:
“Yo perdí a mi agencia porque yo fui al cuarto de un hotel, no puedo creer que ellos me hayan enviado, de un importante director ganador de un Oscar, quien apareció en una bata y me pidió quitarme la ropa y dijo que necesitaba tomarme fotos de mí y luego si yo hacía X, Y y Z, sería el próximo personaje de Marvel. No lo hice y mi agencia me despidió”, reveló.

## Apariciones

### Como protagonista
- Dame un descanso! (1986-1987) como Matthew Donovan.
- Sara como Jesse Webber.
- Drexell de la clase (1991-1992) como Walker.
- Walter y Emily como Zach Collins.
- Samurái Syber (1994) como Sam Collins.
- Amor fraterno (EE. UU. serie de televisión) (1995-1997) como Matt Romano.
- La crianza de Jack como Ryan.
- Aprendiendo a Vivir - Boy Meets World (1997-2000) como Jack Hunter.
- Este cuerpo no es mío (2001-2002) como Billy.
- Una extraña en mi casa (2017) como Andrew.

## Como artista invitado
- CSI: Miami como Chuck Shaw.
- Públicas de Boston como Billy Deegan.

## En papeles pequeños de películas y series
- Planes, Trains and Automobiles (1987) como poco Neal Page.
- Pulso como Stevie.
- Kiki la entrega de servicios (1989-japonés, 1998-EE.UU) (película de anime Hayao Miyazaki), como Tombo.
- Pensaré mucho en tí (1990) como Joshua.
- Cuentos de la Darkside: La película (1990) como Timmy.
- Mrs. Doubtfire (1993) como Christopher Hillard.
- El vellosa de Aves (1998) como Dennis.
- H-E Doble Hockey Sticks (1999) como Dave Heinrich.
- Monsters night (1999) de Brandon.
- Sentido caballo (1999) como un vaquero.
- Salto de Buques (2001) como Jake Hunter.
- Este cuerpo no es mio (2002) como Billy.
- Una banda de tramposos (2002) Victor Varone
- The Comebacks (2007) como Lance Truman.
- Melissa & Joey (2011) como Tony Longo.